# 不完全Beautyfool Days
『不完全Beautyfool Days』（ふかんぜんビューティフール・デイズ）は、SuGのメジャー7枚目のシングル。2012年2月1日にポニーキャニオンから発売された。

## 概要
キャッチコピーは“とびきりBeauty ちょっぴりFool 不完全で悪いか現代!”。イメージテーマは「天使と悪魔」。タイトルの「Beautyfool」は“beauty”と“fool”を組み合わせた造語で、読み方は「ビューティフル」。
PVがニコニコ生放送のレギュラー番組内で初オンエアされた最初の曲。また、「ハッピーMusic」（日本テレビ系）のPOWER PLAYにも決定しており、番組内でPVがオンエアされる。
販売形態は初回限定盤A,B,Cと通常盤の4形態。初回限定盤はDVD内容違い2形態とVi-Vi-Viのリアレンジヴァージョンを収録した形態が用意される。

## 収録曲

### 初回限定盤A
CD
1. 不完全Beautyfool Days
作詞／作曲：武瑠　編曲：SuG & Tom-H@ck
2. SWEET COUNT DOWN
作詞：武瑠　作曲：shinpei　編曲：SuG & Tom-H@ck

DVD
1. 不完全Beautyfool Days (video clip & 撮影ドキュメント映像)

### 初回限定盤B
CD
1. 不完全Beautyfool Days
2. SWEET COUNT DOWN

DVD
1. 不完全Beautyfool Days (video clip -band only ver.-)
2. SuG Oneman Show 2011 「VIP POP SHOW.」 -Trial Edition-

### 初回限定盤C
CD
1. 不完全Beautyfool Days
2. Vi-Vi-Vi<Rebirth version>
作詞：武瑠　作曲：yuji　編曲：SuG & Tom-H@ck

### 通常盤
CD
1. 不完全Beautyfool Days
2. SWEET COUNT DOWN
3. Boom Boom Neat
作詞：武瑠　作曲：yuji　編曲：SuG & Tom-H@ck